# Ázerbájdžánské námořnictvo
Ázerbájdžánské námořnictvo je námořní složka Ázerbájdžánských ozbrojených sil. K roku 2021 v něm sloužilo 2 200 mužů a 24 plavidel. Hlavním úkolem námořnictva je kontrolovat ázerbájdžánské pobřeží Kaspického moře. Oficiálním svátkem námořnictva je 5. srpen, kdy došlo k jejímu založení.

## Historie

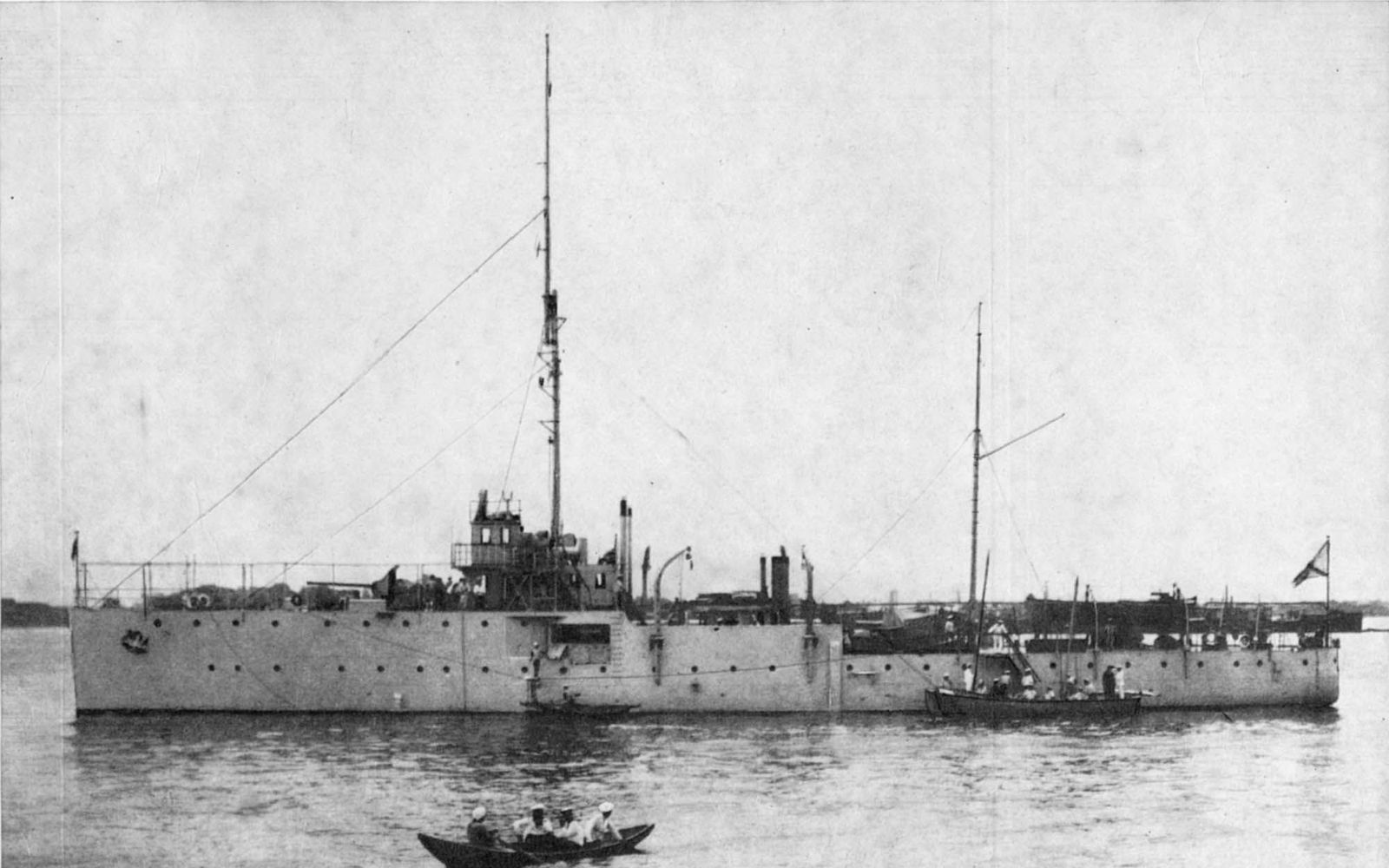
Jedna z šesti prvních lodí flotily Ázerbájdžánské demokratické republiky

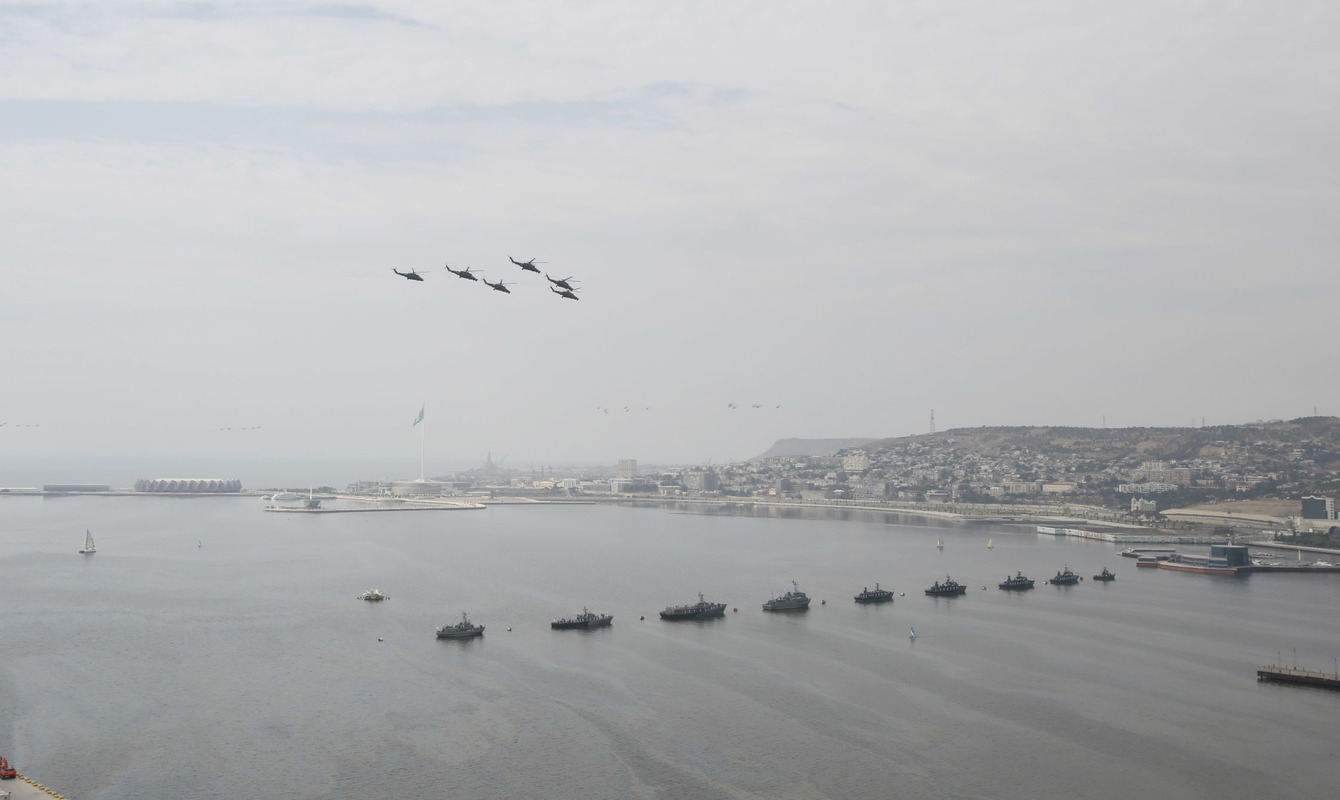
Lodě ázerbájdžánského námořnictva během vojenské přehlídky v červnu 2013

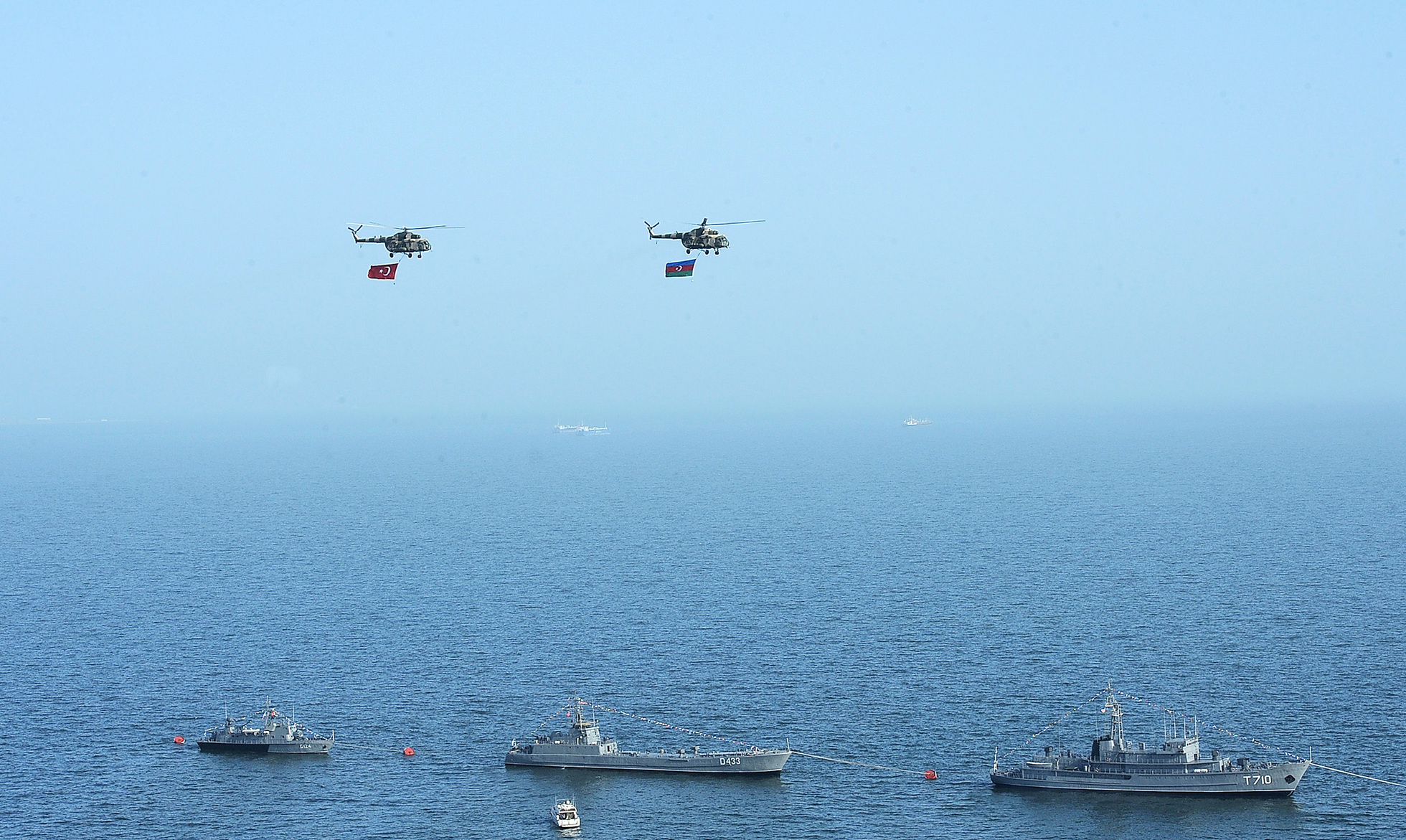
Lodě ázerbájdžánského námořnictva během vojenské přehlídky v září 2018

Vznik ázerbájdžánského námořnictva se datuje k 5. srpnu 1919, kdy vláda Ázerbájdžánské demokratické republiky založila námořní síly. Námořnictvo disponovalo 6 loděmi. Po nastolení sovětské vlády v Ázerbájdžánu bylo ázerbájdžánské námořnictvo převedeno pod sovětské námořnictvo. V roce 1991, po rozpadu Sovětského svazu, byla ázerbájdžánská flotila sovětského námořnictva rozdělena mezi Ázerbájdžán a Rusko. Podle dekretu prezidenta Hejdara Alijeva z roku 1996 byl 5. srpen vyhlášen Dnem ázerbájdžánského námořnictva. K dnešnímu dni je ázerbájdžánské námořnictvo považováno za druhé nejsilnější námořnictvo v Kaspickém moři po ruské flotile.

## Složení

### Fregaty
- Projekt 159A (třída Petya II)
  - Qusar (G121)

### Hlídkové lodě
- Třída AB-25 (2 ks)
- Projekt 205P (třída Stenka) (5 ks)
- Projekt 205 (třída Osa) (3 ks)
- Projekt 10410 (třída Světljak) (2 ks)
- Projekt 1400M (třída Zhuk) (1 ks)
- Projekt 1388R (třída Baklan) (1 ks)
- Projekt T368 (1 ks)

### Minolovky
- Projekt 1265 (třída Sonya) (2 ks)
- Projekt 1258 (třída Yevgenya) (2 ks)

### Miniponorky
- Projekt 908 (třída Triton-2) (4 ks)

### Výsadkové lodě
- Projekt 771A (třída Polnocny-B) (4 ks) – tanková výsadková loď
- Projekt 770 (třída Polnocny-A) (2 ks) – tanková výsadková loď
- Projekt 1785 (2 ks) – vyloďovací čluny
- Projekt 106K (třída Sajgak) (2 ks) – vyloďovací čluny

### Pomocné lodě

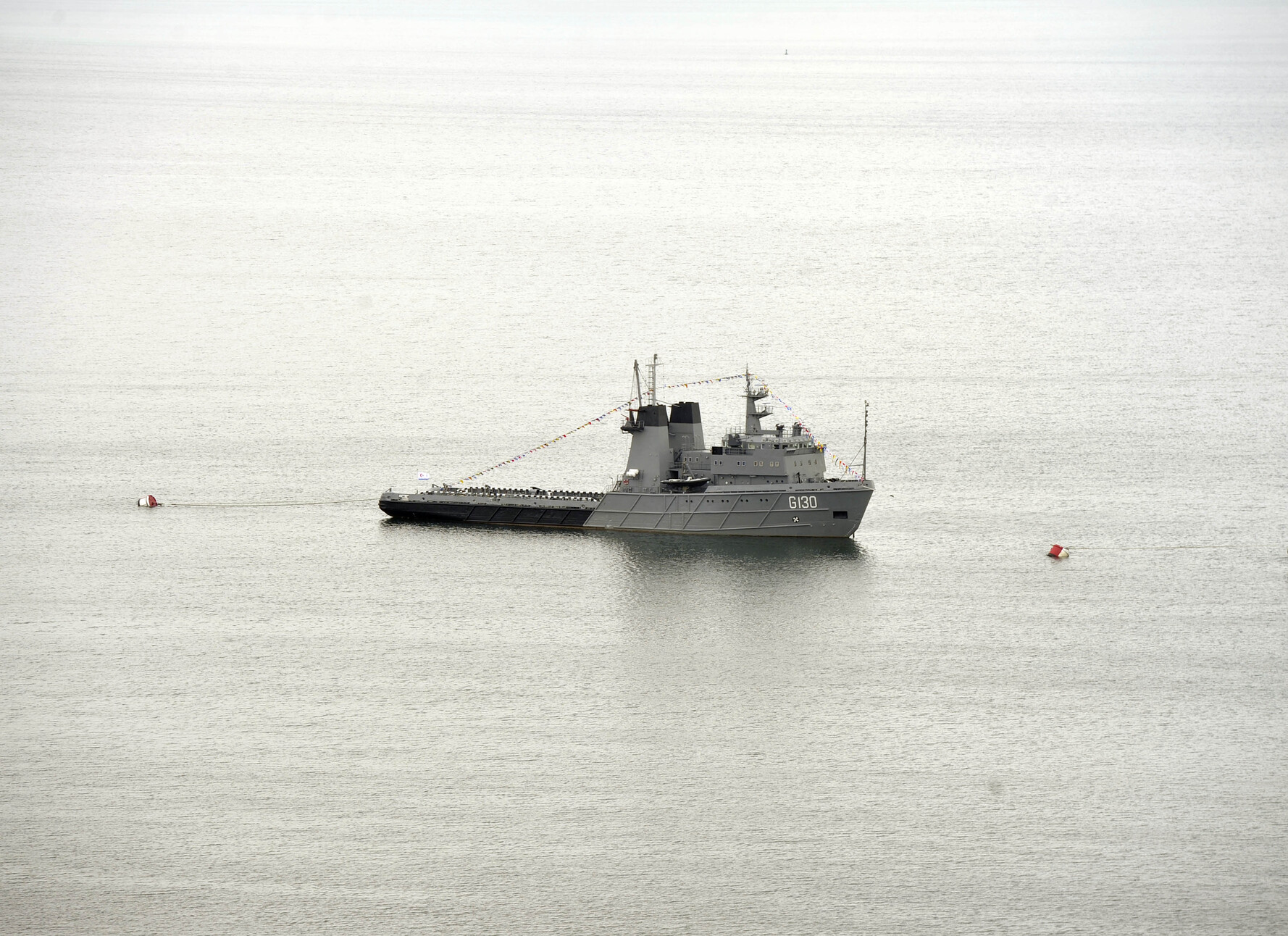
Oceánského remorkéru a záchranná loď G130 během vojenské přehlídky v prosinci 2020

- Projekt 1844 (třída Toplivo II) – tanker
  - (T752)
- Projekt 5 – tanker
  - (T755)

- Projekt B-92 (třída Neftegaz) – oceánského remorkéru a záchranná loď
  - (G130)
- Projekt A-202 (třída Roslavl) – oceánského remorkéru a záchranná loď
  - (A640)

- Projekt 522 (třída Niryat) – oceánská potápěčská loď
  - (A642)

- Projekt 10470 – výzkumná loď
  - (A671)

- Projekt 872 (třída Finik) – malá hydrografická výzkumná loď
  - (H510)
  - (H511)
- Projekt 871 (třída Biya) – malá hydrografická výzkumná loď
  - (H561)

### Cvičné lodě
- Projekt 888R (třída Wodnik II)
  - (T710)

## Plánované akvizice
- Raketové čluny třídy Kılıç (? ks)